# National Rail
National Rail is een merknaam van de Association of Train Operating Companies. Dit merk is een gezamenlijk eigendom van de bedrijven die ontstaan zijn na de privatisering van British Rail, de voormalige Britse staatsspoorwegen. In tegenstelling tot wat de naam zou kunnen doen vermoeden, is National Rail dus geen staatseigendom.
De volgende bedrijven zijn onderdeel van National Rail:
- Arriva Trains Wales
- c2c
- Central Trains
- Chiltern Railways
- First Great Western
- First Great Western Link
- First ScotRail
- First TransPennine Express
- Gatwick Express
- GNER
- Hull Trains
- Island Line

- MerseyRail Electrics
- Midland Mainline
- Northern Rail
- National Express East Anglia
- Silverlink
- Southern
- South Eastern Trains
- South West Trains
- Thameslink
- Virgin Trains
- Wagn
- Wessex Trains

Volledigheidshalve wordt opgemerkt dat Network Rail een geheel andere organisatie is: dit is (sinds 2003) de eigenaar van de railinfrastructuur, en wel staatseigendom. 